# Tschajka-Passage
Die Tschajka-Passage (bulgarisch проток Чайка protok Tschajka) ist eine 1 km lange und 110 m breite Meerenge im Palmer-Archipel vor der Westküste der Antarktischen Halbinsel. Sie trennt Spert Island im Westen von Trinity Island im Osten. Die südliche Einfahrt liegt unmittelbar westlich des Bulnes Point.  Die vertikalen Kliffs der Symplegades erheben sich beiderseits der Meerenge.
Die bulgarische Kommission für Antarktische Geographische Namen benannte sie 2018 nach dem bulgarischen Trawler Tschajka, der von den 1970er bis in die frühen 1990er Jahren in den Gewässern um Südgeorgien, den Kerguelen, den Südlichen Shetlandinseln und den Südlichen Orkneyinseln operiert hatte.